# Copa Mundial Femenina de Fútbol Sub-20 de 2024
La Copa Mundial Femenina de Fútbol Sub-20 de 2024 (en inglés FIFA U-20 Women's World Cup Colombia 2024) fue la undécima edición del torneo. La competición se disputó por primera vez en Colombia y por segunda ocasión en Sudamérica, después de la edición de Chile 2008. Al igual que su predecesor, esta edición celebra el 10° aniversario de la franquicia de la Copa Mundial Femenina de Fútbol Sub-20.
Participaron 24 equipos nacionales, siendo el primer Mundial Femenino Sub-20 en incrementar el número de equipos participantes. La FIFA anunció la expansión del torneo el 4 de octubre de 2023.
Es la tercera ocasión que Colombia albergue una Copa Mundial organizada por la FIFA, después de la Copa Mundial Sub-20 de 2011 y la Copa Mundial de Futsal 2016.
España es el campeón defensor.

## Elección del país anfitrión
Previamente el Comité Olímpico Internacional había publicado el 6 de junio de 2023 que la sede del torneo tendría lugar en territorio colombiano, sin embargo, la FIFA no había confirmado la designación del país anfitrión.
Colombia fue designada oficialmente como anfitriona de la Copa Mundial Femenina Sub-20 de la FIFA de 2024 el 23 de junio de 2023 en la celebración del Consejo de la FIFA.

## Organización

### Sedes
Tres ciudades con cuatro estadios serán las encargadas de recibir los partidos del torneo. Bogotá, Medellín y Cali. Las autoridades de la FIFA también visitaron ciudades como Barranquilla y Cartagena para ser sedes del evento, sin embargo, fueron descartadas.  Las sedes fueron confirmadas por la FIFA el 20 de febrero de 2024.
| Colombia             | Colombia                          | Colombia                       |
| -------------------- | --------------------------------- | ------------------------------ |
| Bogotá Cali Medellín | Bogotá                            | Bogotá                         |
| Bogotá Cali Medellín | Estadio Nemesio Camacho El Campín | Estadio Metropolitano de Techo |
| Bogotá Cali Medellín | Capacidad: 36 343                 | Capacidad: 10 000              |
| Bogotá Cali Medellín |                                   |                                |
| Bogotá Cali Medellín | Cali                              | Medellín                       |
| Bogotá Cali Medellín | Estadio Pascual Guerrero          | Estadio Atanasio Girardot      |
| Bogotá Cali Medellín | Capacidad: 37 899                 | Capacidad: 46 000              |
| Bogotá Cali Medellín |                                   |                                |

### Árbitras
Por primera vez, en cualquier torneo de selecciones nacionales de fútbol, se utilizará el sistema de vídeo "FVS" (en inglés, Football Video Support), un sistema que simplifica y sustituye al sistema de videoarbitraje (VAR).
El FVS no utiliza árbitros asistentes de vídeo. El entrenador de cada equipo podrá solicitar a la árbitra principal una revisión de video. El número de solicitudes que podrán realizar los entrenadores durante el partido son limitadas.
Para el torneo fueron designadas 18 árbitras, 36 árbitras asistentes y 4 árbitras de reserva.
Originalmente Susanne Küng y Andreia Ferreira fueron designadas como árbitras asistentes, fueron reemplazadas por sus compatriotas Linda Schmid y Vanessa Gomes respectivamente.
El sistema VAR fue utilizado únicamente en el partido por el tercer puesto y en la final. En cursiva se muestran las árbitras designadas como asistentes de vídeo en los dos últimos partidos del torneo.
| Confederación | Árbitras             | Asistentes            | Asistentes          |
| ------------- | -------------------- | --------------------- | ------------------- |
| AFC           | Veronika Bernatskaia | Ramina Tsoi           | Nuannid Donjangreed |
| AFC           | Dong Fangyu          | Bao Mengxiao          | Xie Lijun           |
| AFC           | Oh Hyeon-jeong       | Kim Kyoung-min        | Supawan Hinthong    |
| CAF           | Shahenda El-Maghrabi | Soukaina Hamdi        | Asma Feriel Ouahab  |
| CAF           | Akissi Konan         | Carine Atezambong     | Fidès Bangurambona  |
| Concacaf      | Astrid Gramajo       | Sherly Socop          | Iris Vail           |
| Concacaf      | Karen Hernández      | Elva Gutiérrez        | Jéssica Morales     |
| Concacaf      | Natalie Simon        | Meghan Mullen         | Kali Smith          |
| Concacaf      | Crystal Sobers       | Carissa Douglas-Jacob | Melissa Nicholas    |
| Conmebol      | María Victoria Daza  | Eliana Ortiz          | Mayra Sánchez       |
| Conmebol      | Anahí Fernández      | Belén Clavijo         | Daiana Fernández    |
| Conmebol      | Dione Rissios        | Marcia Castillo       | Leslie Vásquez      |
| Conmebol      | Marcelly Zambrano    | Stefanía Paguay       | Viviana Segura      |
| UEFA          | Iuliana Demetrescu   | Svitlana Grushko      | Amina Gutschi       |
| UEFA          | Maria Sole Ferrieri  | Tiziana Trasciatti    | Vanessa Gomes       |
| UEFA          | Marta Huerta de Aza  | Eliana Fernández      | Guadalupe Porras    |
| UEFA          | Ivana Martinčić      | Maja Petravić         | Staša Špur          |
| UEFA          | Ivana Projkovska     | Linda Schmid          | Camille Soriano     |

| Árbitras de soporte | Árbitras de soporte |
| ------------------- | ------------------- |
| Vincentia Amedome   |                     |
| Susana Corella      |                     |
| Lizzet García       |                     |
| Casey Reibelt       |                     |

## Equipos participantes
Originalmente y desde la asignación de Colombia como anfitriona, el torneo se disputaría con 16 equipos nacionales, sin embargo la FIFA anunció el incremento de participantes el 4 de octubre de 2023. Será la primera edición que se dispute con 24 equipos.
En cursiva, los equipos debutantes del torneo.
| Competición                                        | Fecha                                         | Sede                 | Plazas | Clasificados                                  |
| -------------------------------------------------- | --------------------------------------------- | -------------------- | ------ | --------------------------------------------- |
| País anfitrión                                     | 23 de junio de 2023                           |                      | 1      | Colombia                                      |
| Copa Asiática Femenina Sub-20 de la AFC 2024       | 3 al 16 de marzo de 2024                      | Uzbekistán           | 4      | Australia Corea del Norte Corea del Sur Japón |
| Campeonato Femenino Sub-20 de la CAF de 2024       | 1 de septiembre de 2023 al 1 de enero de 2024 | África               | 4      | Camerún Ghana Marruecos Nigeria               |
| Campeonato Femenino Sub-20 de la Concacaf de 2023  | 25 de mayo al 4 de junio de 2023              | República Dominicana | 4      | Canadá Costa Rica Estados Unidos México       |
| Campeonato Sudamericano Femenino Sub-20 de 2024    | 11 de abril al 5 de mayo de 2024              | Ecuador              | 4      | Argentina Brasil Paraguay Venezuela           |
| Campeonato Femenino Sub-20 de la OFC 2023          | 21 de junio al 8 de julio de 2023             | Fiyi                 | 2      | Fiyi Nueva Zelanda                            |
| Campeonato Europeo Femenino Sub-19 de la UEFA 2023 | 18 al 30 de julio de 2023                     | Bélgica              | 5      | Alemania Austria España Francia Países Bajos  |
| TOTAL                                              |                                               |                      | 24     |                                               |

## Sorteo
El sorteo oficial se realizó el 5 de junio de 2024 en el Hall 74 de la ciudad de Bogotá.
Los bombos fueron ordenados de acuerdo a los resultados de cada equipo basado en las últimas 5 ediciones de la Copa Mundial Femenina de Fútbol Sub-20. La anfitriona del torneo, Colombia, fue asignada automáticamente a la posición A1.
Los equipos de la misma confederación no podrán quedar encuadrados en el mismo grupo.
| Bombo 1                                                            | Bombo 2                                                         | Bombo 3                                                 | Bombo 4                                             |
| ------------------------------------------------------------------ | --------------------------------------------------------------- | ------------------------------------------------------- | --------------------------------------------------- |
| Colombia (Anfitrión) España Japón Francia Corea del Norte Alemania | Nigeria Brasil México Estados Unidos Países Bajos Nueva Zelanda | Corea del Sur Ghana Canadá Australia Paraguay Argentina | Venezuela Austria Camerún Marruecos Costa Rica Fiyi |

## Fase de grupos
- Todos los horarios corresponden a la hora local de Colombia (UTC-5).

     – Clasificado directamente a Octavos de Final

     – Clasificado a Octavos de Final como uno de los mejores terceros.

### Grupo A
| Equipo    | Pts. | PJ | PG | PE | PP | GF | GC | Dif. |
| --------- | ---- | -- | -- | -- | -- | -- | -- | ---- |
| Colombia  | 9    | 3  | 3  | 0  | 0  | 4  | 0  | 4    |
| México    | 4    | 3  | 1  | 1  | 1  | 4  | 3  | 1    |
| Camerún   | 4    | 3  | 1  | 1  | 1  | 4  | 3  | 1    |
| Australia | 0    | 3  | 0  | 0  | 3  | 0  | 6  | –6   |

1. 1 2  Puntos de Juego Limpio: México –2, Camerún –6.

| 31 de agosto | Camerún      | 2:2 (0:2) | México                   | Estadio El Campín, Bogotá                                    |                                                              |
| 15:00        | Eto 52', 85' | Reporte   | García 3' · Saldívar 40' | Asistencia: 18 111 espectadores Árbitra: Marta Huerta de Aza | Asistencia: 18 111 espectadores Árbitra: Marta Huerta de Aza |

| 31 de agosto | Colombia                   | 2:0 (0:0) | Australia | Estadio El Campín, Bogotá                                |                                                          |
| 18:00        | Y. López 58' · Caicedo 76' | Reporte   |           | Asistencia: 32 127 espectadores Árbitra: Ivana Martinčić | Asistencia: 32 127 espectadores Árbitra: Ivana Martinčić |

| 3 de septiembre | México                    | 2:0 (0:0) | Australia | Estadio El Campín, Bogotá                                  |                                                            |
| 17:00           | Servín 57' · Lomelí 90+1' | Reporte   |           | Asistencia: 15 415 espectadores Árbitra: Marcelly Zambrano | Asistencia: 15 415 espectadores Árbitra: Marcelly Zambrano |

| 3 de septiembre | Colombia  | 1:0 (0:0) | Camerún | Estadio El Campín, Bogotá                                    |                                                              |
| 20:00           | Muñoz 68' | Reporte   |         | Asistencia: 30 644 espectadores Árbitra: Maria Sole Ferrieri | Asistencia: 30 644 espectadores Árbitra: Maria Sole Ferrieri |

| 6 de septiembre | México | 0:1 (0:1) | Colombia       | Estadio Atanasio Girardot, Medellín                         |                                                             |
| 17:00           |        | Reporte   | Espitaleta 38' | Asistencia: 35 847 espectadores Árbitra: Iuliana Demetrescu | Asistencia: 35 847 espectadores Árbitra: Iuliana Demetrescu |

| 6 de septiembre                                                                                                 | Australia | 0:2 (0:1) | Camerún                    | Estadio El Campín, Bogotá                            |                                                      |
| 17:00 |           | Reporte   | Toko Njoya 45+4' · Eto 61' | Asistencia: 3035 espectadores Árbitra: Natalie Simon | Asistencia: 3035 espectadores Árbitra: Natalie Simon |
| Primera victoria y primera vez que Camerún clasifica a octavos de final en un mundial femenino de la categoría. |           |           |                            |                                                      |                                                      |

### Grupo B
| Equipo  | Pts. | PJ | PG | PE | PP | GF | GC | Dif. |
| ------- | ---- | -- | -- | -- | -- | -- | -- | ---- |
| Brasil  | 9    | 3  | 3  | 0  | 0  | 14 | 0  | 14   |
| Francia | 4    | 3  | 1  | 1  | 1  | 14 | 6  | 8    |
| Canadá  | 4    | 3  | 1  | 1  | 1  | 12 | 5  | 7    |
| Fiyi    | 0    | 3  | 0  | 0  | 3  | 0  | 29 | –29  |

| 31 de agosto | Francia                        | 3:3 (1:2) | Canadá                               | Estadio Atanasio Girardot, Medellín                |                                                    |
| 15:00        | Scannapiéco 8', 49' · Diaz 67' | Reporte   | Rose 4' · Markesini 22' · Chukwu 84' | Asistencia: 4548 espectadores Árbitra: Dong Fangyu | Asistencia: 4548 espectadores Árbitra: Dong Fangyu |

| 31 de agosto | Brasil | 9:0 (5:0) | Fiyi | Estadio Atanasio Girardot, Medellín                   |                                                       |
| 18:00        | Lara 4' · Vitória Amaral 9', 24' · Vendito 27', 28' · Priscila 49' (pen.) · Milena 77' · Fernanda 82' · Gisele 86' | Reporte   |      | Asistencia: 3424 espectadores Árbitra: Crystal Sobers | Asistencia: 3424 espectadores Árbitra: Crystal Sobers |

| 3 de septiembre | Francia | 0:3 (0:2) | Brasil                         | Estadio Atanasio Girardot, Medellín                   |                                                       |
| 17:00           |         | Reporte   | Vendito 7', 19' · Priscila 75' | Asistencia: 4884 espectadores Árbitra: Oh Hyeon-jeong | Asistencia: 4884 espectadores Árbitra: Oh Hyeon-jeong |

| 3 de septiembre | Fiyi | 0:9 (0:7) | Canadá                                                                           | Estadio Atanasio Girardot, Medellín                        |                                                            |
| 20:00           |      | Reporte   | Smith 7', 28' · Chukwu 24', 34', 41' · Briggs 32', 35' · Ottey 54' · McBride 67' | Asistencia: 697 espectadores Árbitra: Shahenda El-Maghrabi | Asistencia: 697 espectadores Árbitra: Shahenda El-Maghrabi |

| 6 de septiembre                                                                                                   | Fiyi | 0:11 (0:6) | Francia | Estadio Atanasio Girardot, Medellín                     |                                                         |
| 20:00 |      | Reporte    | Lejeune 2' · Joseph 10', 45+3', 55', 80' · Neller 14' · Rekha 15' (a.g.) · Haugou 41' (pen.) · Scannapiéco 49', 54' · Mé. Mendy 90+5' (pen.) | Asistencia: 434 espectadores Árbitra: Marcelly Zambrano | Asistencia: 434 espectadores Árbitra: Marcelly Zambrano |
| Partido con mayor número y mejor diferencia de goles en la historia de la Copa Mundial Femenina de Fútbol Sub-20. |      |            | |                                                         |                                                         |

| 6 de septiembre | Canadá | 0:2 (0:1) | Brasil                    | Estadio El Campín, Bogotá                                  |                                                            |
| 20:00           |        | Reporte   | Vendito 35' · Carol 90+9' | Asistencia: 4351 espectadores Árbitra: Maria Sole Ferrieri | Asistencia: 4351 espectadores Árbitra: Maria Sole Ferrieri |

### Grupo C
| Equipo         | Pts. | PJ | PG | PE | PP | GF | GC | Dif. |
| -------------- | ---- | -- | -- | -- | -- | -- | -- | ---- |
| España         | 9    | 3  | 3  | 0  | 0  | 5  | 0  | 5    |
| Estados Unidos | 6    | 3  | 2  | 0  | 1  | 9  | 1  | 8    |
| Paraguay       | 3    | 3  | 1  | 0  | 2  | 2  | 9  | –7   |
| Marruecos      | 0    | 3  | 0  | 0  | 3  | 0  | 6  | –6   |

| 1 de septiembre | España     | 1:0 (1:0) | Estados Unidos | Estadio Pascual Guerrero, Cali                         |                                                        |
| 15:00           | Enrique 8' | Reporte   |                | Asistencia: 9979 espectadores Árbitra: Anahí Fernández | Asistencia: 9979 espectadores Árbitra: Anahí Fernández |

| 1 de septiembre | Paraguay               | 2:0 (1:0) | Marruecos | Estadio Pascual Guerrero, Cali                            |                                                           |
| 18:00           | Acosta 37', 56' (pen.) | Reporte   |           | Asistencia: 6148 espectadores Árbitra: Iuliana Demetrescu | Asistencia: 6148 espectadores Árbitra: Iuliana Demetrescu |

| 4 de septiembre | España           | 2:0 (2:0) | Paraguay | Estadio Pascual Guerrero, Cali                     |                                                    |
| 17:00           | Amezaga 20', 37' | Reporte   |          | Asistencia: 2366 espectadores Árbitra: Dong Fangyu | Asistencia: 2366 espectadores Árbitra: Dong Fangyu |

| 4 de septiembre | Marruecos | 0:2 (0:0) | Estados Unidos                | Estadio Pascual Guerrero, Cali                             |                                                            |
| 20:00           |           | Reporte   | McCormack 48' · Dahlien 90+6' | Asistencia: 1882 espectadores Árbitra: María Victoria Daza | Asistencia: 1882 espectadores Árbitra: María Victoria Daza |

| 7 de septiembre | Marruecos | 0:2 (0:1) | España                  | Estadio Pascual Guerrero, Cali                        |                                                       |
| 18:00           |           | Reporte   | Aparicio 5' · Moral 89' | Asistencia: 2851 espectadores Árbitra: Oh Hyeon-jeong | Asistencia: 2851 espectadores Árbitra: Oh Hyeon-jeong |

| 7 de septiembre | Estados Unidos                                                                  | 7:0 (4:0) | Paraguay | Estadio Metropolitano de Techo, Bogotá                  |                                                         |
| 18:00           | Tordin 10', 12', 67' · Thompson 29' · McCormack 44' · Sentnor 52' · Dahlien 83' | Reporte   |          | Asistencia: 2358 espectadores Árbitra: Ivana Projkovska | Asistencia: 2358 espectadores Árbitra: Ivana Projkovska |

### Grupo D
| Equipo        | Pts. | PJ | PG | PE | PP | GF | GC | Dif. |
| ------------- | ---- | -- | -- | -- | -- | -- | -- | ---- |
| Alemania      | 6    | 3  | 2  | 0  | 1  | 8  | 4  | 4    |
| Nigeria       | 6    | 3  | 2  | 0  | 1  | 6  | 3  | 3    |
| Corea del Sur | 4    | 3  | 1  | 1  | 1  | 1  | 1  | 0    |
| Venezuela     | 1    | 3  | 0  | 1  | 2  | 2  | 9  | –7   |

| 1 de septiembre | Alemania                                                            | 5:2 (4:1) | Venezuela                           | Estadio Metropolitano de Techo, Bogotá               |                                                      |
| 15:00           | Steiner 15' · Bender 38' (pen.), 45+6' · Nachtigall 44' · Zicai 56' | Reporte   | Adamczyk 43' (a.g.) · Apóstol 90+5' | Asistencia: 1971 espectadores Árbitra: Natalie Simon | Asistencia: 1971 espectadores Árbitra: Natalie Simon |

| 1 de septiembre | Nigeria       | 1:0 (0:0) | Corea del Sur | Estadio Metropolitano de Techo, Bogotá                |                                                       |
| 18:00           | Sabastine 86' | Reporte   |               | Asistencia: 870 espectadores Árbitra: Karen Hernández | Asistencia: 870 espectadores Árbitra: Karen Hernández |

| 4 de septiembre | Alemania                                | 3:1 (1:0) | Nigeria        | Estadio Metropolitano de Techo, Bogotá                |                                                       |
| 17:00           | Şehitler 17' · Zdebel 61' · Ernst 90+3' | Reporte   | Okwuchukwu 50' | Asistencia: 1393 espectadores Árbitra: Astrid Gramajo | Asistencia: 1393 espectadores Árbitra: Astrid Gramajo |

| 4 de septiembre | Corea del Sur | 0:0     | Venezuela | Estadio Metropolitano de Techo, Bogotá                |                                                       |
| 20:00           |               | Reporte |           | Asistencia: 1680 espectadores Árbitra: Crystal Sobers | Asistencia: 1680 espectadores Árbitra: Crystal Sobers |

| 7 de septiembre | Corea del Sur      | 1:0 (1:0) | Alemania | Estadio Metropolitano de Techo, Bogotá                 |                                                        |
| 15:00           | Park Soo-jeong 22' | Reporte   |          | Asistencia: 1987 espectadores Árbitra: Anahí Fernández | Asistencia: 1987 espectadores Árbitra: Anahí Fernández |

| 7 de septiembre | Venezuela | 0:4 (0:3) | Nigeria                                                      | Estadio Pascual Guerrero, Cali                             |                                                            |
| 15:00           |           | Reporte   | Bello 16' · Okwuchukwu 28' · Sabastine 45+5' · Igbokwe 90+4' | Asistencia: 1693 espectadores Árbitra: Marta Huerta de Aza | Asistencia: 1693 espectadores Árbitra: Marta Huerta de Aza |

### Grupo E
| Equipo        | Pts. | PJ | PG | PE | PP | GF | GC | Dif. |
| ------------- | ---- | -- | -- | -- | -- | -- | -- | ---- |
| Japón         | 9    | 3  | 3  | 0  | 0  | 13 | 1  | 12   |
| Austria       | 6    | 3  | 2  | 0  | 1  | 5  | 4  | 1    |
| Ghana         | 3    | 3  | 1  | 0  | 2  | 5  | 7  | –2   |
| Nueva Zelanda | 0    | 3  | 0  | 0  | 3  | 2  | 13 | –11  |

| 2 de septiembre                                                     | Ghana          | 1:2 (0:1) | Austria                            | Estadio Metropolitano de Techo, Bogotá                      |                                                             |
| 17:00                                                               | Nyamekye 90+1' | Reporte   | Fankhauser 12' · Ojukwu 71' (pen.) | Asistencia: 1405 espectadores Árbitra: Veronika Bernatskaia | Asistencia: 1405 espectadores Árbitra: Veronika Bernatskaia |
| Primera victoria de Austria en un mundial femenino de la categoría. |                |           |                                    |                                                             |                                                             |

| 2 de septiembre | Japón                                                                      | 7:0 (4:0) | Nueva Zelanda | Estadio Metropolitano de Techo, Bogotá               |                                                      |
| 20:00           | Hijikata 16', 38' · Sasai 41', 90+1' · Oyama 45' · Koyama 60' · Hayama 75' | Reporte   |               | Asistencia: 1045 espectadores Árbitra: Dione Rissios | Asistencia: 1045 espectadores Árbitra: Dione Rissios |

| 5 de septiembre | Japón                                                    | 4:1 (2:0) | Ghana               | Estadio Metropolitano de Techo, Bogotá                 |                                                        |
| 17:00           | Sasai 45' · Matsukubo 45+6' · Hayama 50' · Matsunaga 90' | Reporte   | Nyamekye 83' (pen.) | Asistencia: 1041 espectadores Árbitra: Karen Hernández | Asistencia: 1041 espectadores Árbitra: Karen Hernández |

| 5 de septiembre                                                                              | Austria                     | 3:1 (2:0) | Nueva Zelanda | Estadio Metropolitano de Techo, Bogotá             |                                                    |
| 20:00                                                                                        | Gutmann 10', 15' · Mädl 67' | Reporte   | Clegg 90'     | Asistencia: 852 espectadores Árbitra: Akissi Konan | Asistencia: 852 espectadores Árbitra: Akissi Konan |
| Primera vez que Austria clasifica a octavos de final en un mundial femenino de la categoría. |                             |           |               |                                                    |                                                    |

| 8 de septiembre | Austria | 0:2 (0:1) | Japón             | Estadio Metropolitano de Techo, Bogotá                      |                                                             |
| 18:00           |         | Reporte   | Hijikata 38', 79' | Asistencia: 1387 espectadores Árbitra: Shahenda El-Maghrabi | Asistencia: 1387 espectadores Árbitra: Shahenda El-Maghrabi |

| 8 de septiembre | Nueva Zelanda | 1:3 (0:0) | Ghana                         | Estadio Pascual Guerrero, Cali                             |                                                            |
| 18:00           | Elliott 64'   | Reporte   | Abdulai 59', 72' · Twum 90+6' | Asistencia: 1613 espectadores Árbitra: María Victoria Daza | Asistencia: 1613 espectadores Árbitra: María Victoria Daza |

### Grupo F
| Equipo          | Pts. | PJ | PG | PE | PP | GF | GC | Dif. |
| --------------- | ---- | -- | -- | -- | -- | -- | -- | ---- |
| Corea del Norte | 9    | 3  | 3  | 0  | 0  | 17 | 2  | 15   |
| Países Bajos    | 4    | 3  | 1  | 1  | 1  | 5  | 5  | 0    |
| Argentina       | 4    | 3  | 1  | 1  | 1  | 6  | 9  | –3   |
| Costa Rica      | 0    | 3  | 0  | 0  | 3  | 0  | 12 | –12  |

| 2 de septiembre | Corea del Norte | 6:2 (3:1) | Argentina        | Estadio Pascual Guerrero, Cali                          |                                                         |
| 17:00           | Pak Mi-ryong 6' · Jon Ryong-jong 10' · Aprile 45+2' (a.g.) · Sin Hyang 47' · Choe Il-son 75' · Choe Kang-ryon 90+2' | Reporte   | Núñez 45+5', 82' | Asistencia: 1428 espectadores Árbitra: Ivana Projkovska | Asistencia: 1428 espectadores Árbitra: Ivana Projkovska |

| 2 de septiembre | Costa Rica | 0:2 (0:1) | Países Bajos                    | Estadio Pascual Guerrero, Cali                      |                                                     |
| 20:00           |            | Reporte   | Buurman 24' · Oude Elberink 76' | Asistencia: 1128 espectadores Árbitra: Akissi Konan | Asistencia: 1128 espectadores Árbitra: Akissi Konan |

| 5 de septiembre | Corea del Norte | 9:0 (5:0) | Costa Rica | Estadio Pascual Guerrero, Cali                       |                                                      |
| 17:00           | Benavides 6' (a.g.) · Chae Un-yong 8' · Choe Il-son 28', 34' · Pak Mi-ryong 43' · Kim Song-gyong 49', 55' · Jong Kum 69' · Choe Kang-ryon 85' | Reporte   |            | Asistencia: 1446 espectadores Árbitra: Dione Rissios | Asistencia: 1446 espectadores Árbitra: Dione Rissios |

| 5 de septiembre | Países Bajos                                 | 3:3 (3:1) | Argentina                          | Estadio Pascual Guerrero, Cali                              |                                                             |
| 20:00           | Buurman 16' · Van Egmond 38' · Lacroix 45+2' | Reporte   | Domínguez 43' · Rodríguez 48', 71' | Asistencia: 1886 espectadores Árbitra: Veronika Bernatskaia | Asistencia: 1886 espectadores Árbitra: Veronika Bernatskaia |

| 8 de septiembre | Países Bajos | 0:2 (0:1) | Corea del Norte                  | Estadio Pascual Guerrero, Cali                        |                                                       |
| 15:00           |              | Reporte   | Choe Il-son 45+2' · Jong Kum 64' | Asistencia: 2113 espectadores Árbitra: Astrid Gramajo | Asistencia: 2113 espectadores Árbitra: Astrid Gramajo |

| 8 de septiembre                                                                                                 | Argentina | 1:0 (1:0) | Costa Rica | Estadio Metropolitano de Techo, Bogotá             |                                                    |
| 15:00 | Núñez 18' | Reporte   |            | Asistencia: 1669 espectadores Árbitra: Dong Fangyu | Asistencia: 1669 espectadores Árbitra: Dong Fangyu |
| Primera vez que Argentina clasifica a octavos de final en un mundial femenino de fútbol de cualquier categoría. |           |           |            |                                                    |                                                    |

### Mejores terceros
| Equipo        | Grp. | Pts. | PJ | PG | PE | PP | GF | GC | Dif. |
| ------------- | ---- | ---- | -- | -- | -- | -- | -- | -- | ---- |
| Canadá        | B    | 4    | 3  | 1  | 1  | 1  | 12 | 5  | 7    |
| Camerún       | A    | 4    | 3  | 1  | 1  | 1  | 4  | 3  | 1    |
| Corea del Sur | D    | 4    | 3  | 1  | 1  | 1  | 1  | 1  | 0    |
| Argentina     | F    | 4    | 3  | 1  | 1  | 1  | 6  | 9  | –3   |
| Ghana         | E    | 3    | 3  | 1  | 0  | 2  | 5  | 7  | –2   |
| Paraguay      | C    | 3    | 3  | 1  | 0  | 2  | 2  | 9  | –7   |

## Segunda fase
El cuadro de enfrentamientos de los mejores terceros en los partidos de octavos está basado en el siguiente formato, según la sección 6 del artículo 13 del reglamento del torneo:
| Mejores terceros clasificados en Fase de grupos | Mejores terceros clasificados en Fase de grupos | Mejores terceros clasificados en Fase de grupos | Mejores terceros clasificados en Fase de grupos | Mejores terceros clasificados en Fase de grupos | Mejores terceros clasificados en Fase de grupos |    | 1A vs. | 1B vs. | 1C vs. | 1D vs. |
| ----------------------------------------------- | ----------------------------------------------- | ----------------------------------------------- | ----------------------------------------------- | ----------------------------------------------- | ----------------------------------------------- | -- | ------ | ------ | ------ | ------ |
| A                                               | B                                               | C                                               | D                                               |                                                 |                                                 | 3C | 3D     | 3A     | 3B     |        |
| A                                               | B                                               | C                                               |                                                 | E                                               |                                                 | 3C | 3A     | 3B     | 3E     |        |
| A                                               | B                                               | C                                               |                                                 |                                                 | F                                               | 3C | 3A     | 3B     | 3F     |        |
| A                                               | B                                               |                                                 | D                                               | E                                               |                                                 | 3D | 3A     | 3B     | 3E     |        |
| A                                               | B                                               |                                                 | D                                               |                                                 | F                                               | 3D | 3A     | 3B     | 3F     |        |
| A                                               | B                                               |                                                 |                                                 | E                                               | F                                               | 3E | 3A     | 3B     | 3F     |        |
| A                                               |                                                 | C                                               | D                                               | E                                               |                                                 | 3C | 3D     | 3A     | 3E     |        |
| A                                               |                                                 | C                                               | D                                               |                                                 | F                                               | 3C | 3D     | 3A     | 3F     |        |
| A                                               |                                                 | C                                               |                                                 | E                                               | F                                               | 3C | 3A     | 3F     | 3E     |        |
| A                                               |                                                 |                                                 | D                                               | E                                               | F                                               | 3D | 3A     | 3F     | 3E     |        |
|                                                 | B                                               | C                                               | D                                               | E                                               |                                                 | 3C | 3D     | 3B     | 3E     |        |
|                                                 | B                                               | C                                               | D                                               |                                                 | F                                               | 3C | 3D     | 3B     | 3F     |        |
|                                                 | B                                               | C                                               |                                                 | E                                               | F                                               | 3E | 3C     | 3B     | 3F     |        |
|                                                 | B                                               |                                                 | D                                               | E                                               | F                                               | 3E | 3D     | 3B     | 3F     |        |
|                                                 |                                                 | C                                               | D                                               | E                                               | F                                               | 3C | 3D     | 3F     | 3E     |        |

### Cuadro de desarrollo
|  | Octavos de Final      | Octavos de Final |                     |       | Cuartos de Final      | Cuartos de Final |  |  | Semifinales | Semifinales |  |  | Final | Final |
|  |                       |                  |                     |       |                       |                  |  |  |             |             |  |  |       |       |
|  |                       |                  |                     |       |                       |                  |  |  |             |             |  |  |       |       |
|  |                       |                  |                     |       |                       |                  |  |  |             |             |  |  |       |       |
|  | México                | 2                |                     |       |                       |                  |  |  |             |             |  |  |       |       |
|  | México                | 2                |                     |       |                       |                  |  |  |             |             |  |  |       |       |
|  | Estados Unidos (t.s.) | 3                |                     |       |                       |                  |  |  |             |             |  |  |       |       |
|  | Estados Unidos (t.s.) | 3                | Estados Unidos (p.) | 2 (3) |                       |                  |  |  |             |             |  |  |       |       |
|  |                       |                  | Estados Unidos (p.) | 2 (3) |                       |                  |  |  |             |             |  |  |       |       |
|  |                       | Alemania         | 2 (1)               |       |                       |                  |  |  |             |             |  |  |       |       |
|  | Alemania              | Alemania         | 2 (1)               | 5     |                       |                  |  |  |             |             |  |  |       |       |
|  | Alemania              |                  |                     | 5     |                       |                  |  |  |             |             |  |  |       |       |
|  | Argentina             | 1                |                     |       |                       |                  |  |  |             |             |  |  |       |       |
|  | Argentina             | 1                | Estados Unidos      | 0     |                       |                  |  |  |             |             |  |  |       |       |
|  |                       |                  | Estados Unidos      | 0     |                       |                  |  |  |             |             |  |  |       |       |
|  |                       | Corea del Norte  | 1                   |       |                       |                  |  |  |             |             |  |  |       |       |
|  | Brasil (t.s.)         | Corea del Norte  | 1                   | 3     |                       |                  |  |  |             |             |  |  |       |       |
|  | Brasil (t.s.)         |                  |                     | 3     |                       |                  |  |  |             |             |  |  |       |       |
|  | Camerún               | 1                |                     |       |                       |                  |  |  |             |             |  |  |       |       |
|  | Camerún               | 1                | Brasil              | 0     |                       |                  |  |  |             |             |  |  |       |       |
|  |                       |                  | Brasil              | 0     |                       |                  |  |  |             |             |  |  |       |       |
|  |                       | Corea del Norte  | 1                   |       |                       |                  |  |  |             |             |  |  |       |       |
|  | Corea del Norte       | Corea del Norte  | 1                   | 5     |                       |                  |  |  |             |             |  |  |       |       |
|  | Corea del Norte       |                  |                     | 5     |                       |                  |  |  |             |             |  |  |       |       |
|  | Austria               | 2                |                     |       |                       |                  |  |  |             |             |  |  |       |       |
|  | Austria               | 2                | Corea del Norte     | 1     |                       |                  |  |  |             |             |  |  |       |       |
|  |                       |                  | Corea del Norte     | 1     |                       |                  |  |  |             |             |  |  |       |       |
|  |                       | Japón            | 0                   |       |                       |                  |  |  |             |             |  |  |       |       |
|  | Japón                 | Japón            | 0                   | 2     |                       |                  |  |  |             |             |  |  |       |       |
|  | Japón                 |                  |                     | 2     |                       |                  |  |  |             |             |  |  |       |       |
|  | Nigeria               | 1                |                     |       |                       |                  |  |  |             |             |  |  |       |       |
|  | Nigeria               | 1                | Japón (t.s.)        | 1     |                       |                  |  |  |             |             |  |  |       |       |
|  |                       |                  | Japón (t.s.)        | 1     |                       |                  |  |  |             |             |  |  |       |       |
|  |                       | España           | 0                   |       |                       |                  |  |  |             |             |  |  |       |       |
|  | España                | España           | 0                   | 2     |                       |                  |  |  |             |             |  |  |       |       |
|  | España                |                  |                     | 2     |                       |                  |  |  |             |             |  |  |       |       |
|  | Canadá                | 1                |                     |       |                       |                  |  |  |             |             |  |  |       |       |
|  | Canadá                | 1                | Japón               | 2     |                       |                  |  |  |             |             |  |  |       |       |
|  |                       |                  | Japón               | 2     |                       |                  |  |  |             |             |  |  |       |       |
|  |                       | Países Bajos     | 0                   |       | Tercer lugar          | Tercer lugar     |  |  |             |             |  |  |       |       |
|  | Francia               | Países Bajos     | 0                   | 1     | Tercer lugar          | Tercer lugar     |  |  |             |             |  |  |       |       |
|  | Francia               |                  |                     | 1     |                       |                  |  |  |             |             |  |  |       |       |
|  | Países Bajos (t.s.)   | 2                |                     |       |                       |                  |  |  |             |             |  |  |       |       |
|  | Países Bajos (t.s.)   | 2                | Países Bajos (p.)   | 2 (3) | Estados Unidos (t.s.) | 2                |  |  |             |             |  |  |       |       |
|  |                       |                  | Países Bajos (p.)   | 2 (3) | Estados Unidos (t.s.) | 2                |  |  |             |             |  |  |       |       |
|  |                       | Colombia         | 2 (0)               |       | Países Bajos          | 1                |  |  |             |             |  |  |       |       |
|  | Colombia              | Colombia         | 2 (0)               | 1     | Países Bajos          | 1                |  |  |             |             |  |  |       |       |
|  | Colombia              |                  |                     | 1     |                       |                  |  |  |             |             |  |  |       |       |
|  | Corea del Sur         | 0                |                     |       |                       |                  |  |  |             |             |  |  |       |       |
|  | Corea del Sur         | 0                |                     |       |                       |                  |  |  |             |             |  |  |       |       |

#### Octavos de final
| 11 de septiembre | Brasil                                    | 3:1 (1:1, 1:1) (t. s.) | Camerún | Estadio El Campín, Bogotá                                  |                                                            |
| 16:30            | Priscila 35' (pen.) · Dudinha 91', 120+4' | Reporte                | Eto 22' | Asistencia: 2953 espectadores Árbitra: Maria Sole Ferrieri | Asistencia: 2953 espectadores Árbitra: Maria Sole Ferrieri |

| 11 de septiembre | España                   | 2:1 (0:0) | Canadá     | Estadio Pascual Guerrero, Cali                          |                                                         |
| 16:30            | Amezaga 65' · Lloris 81' | Reporte   | Jourde 63' | Asistencia: 10 409 espectadores Árbitra: Oh Hyeon-jeong | Asistencia: 10 409 espectadores Árbitra: Oh Hyeon-jeong |

| 11 de septiembre | México                            | 2:3 (2:2, 2:2) (t. s.) | Estados Unidos                        | Estadio El Campín, Bogotá                                 |                                                           |
| 20:00            | Vargas 22' · Gilchrist 39' (a.g.) | Reporte                | Tordin 10' · Sentnor 27' · Dudley 97' | Asistencia: 4352 espectadores Árbitra: Iuliana Demetrescu | Asistencia: 4352 espectadores Árbitra: Iuliana Demetrescu |

| 11 de septiembre | Colombia    | 1:0 (0:0) | Corea del Sur | Estadio Pascual Guerrero, Cali                               |                                                              |
| 20:00            | Caicedo 64' | Reporte   |               | Asistencia: 35 256 espectadores Árbitra: Marta Huerta de Aza | Asistencia: 35 256 espectadores Árbitra: Marta Huerta de Aza |

| 12 de septiembre | Alemania                                                 | 5:1 (4:1) | Argentina    | Estadio Metropolitano de Techo, Bogotá                      |                                                             |
| 16:30            | Janzen 6' · Nachtigall 24', 37' · Bender 26' · Zicai 69' | Reporte   | Lombardi 43' | Asistencia: 1354 espectadores Árbitra: Shahenda El-Maghrabi | Asistencia: 1354 espectadores Árbitra: Shahenda El-Maghrabi |

| 12 de septiembre | Corea del Norte                                                             | 5:2 (2:1) | Austria                             | Estadio Atanasio Girardot, Medellín                  |                                                      |
| 16:30            | Sin Hyang 3', 37' · Kim Kang-mi 53' · Chae Un-yong 74' · Pak Mi-ryong 90+2' | Reporte   | Mädl 11' · Han Hong-ryon 63' (a.g.) | Asistencia: 1788 espectadores Árbitra: Dione Rissios | Asistencia: 1788 espectadores Árbitra: Dione Rissios |

| 12 de septiembre | Japón                        | 2:1 (1:0) | Nigeria         | Estadio Metropolitano de Techo, Bogotá               |                                                      |
| 20:00            | Matsunaga 33' · Hijikata 65' | Reporte   | Shobowale 90+1' | Asistencia: 1478 espectadores Árbitra: Natalie Simon | Asistencia: 1478 espectadores Árbitra: Natalie Simon |

| 12 de septiembre | Francia     | 1:2 (1:1, 1:0) (t. s.) | Países Bajos                  | Estadio Atanasio Girardot, Medellín                    |                                                        |
| 20:00            | Mossard 33' | Reporte                | Van Beijeren 59' · Stoit 103' | Asistencia: 3157 espectadores Árbitra: Ivana Martinčić | Asistencia: 3157 espectadores Árbitra: Ivana Martinčić |

#### Cuartos de final
| 15 de septiembre | Brasil | 0:1 (0:0) | Corea del Norte  | Estadio Atanasio Girardot, Medellín                        |                                                            |
| 14:30            |        | Reporte   | Chae Un-yong 49' | Asistencia: 5844 espectadores Árbitra: Marta Huerta de Aza | Asistencia: 5844 espectadores Árbitra: Marta Huerta de Aza |

| 15 de septiembre | Países Bajos                 | 2:2 (2:2, 1:1) (t. s.)(3:0 p.) | Colombia                     | Estadio Pascual Guerrero, Cali                       |                                                      |
| 16:30            | Stoit 37' · Weiman 85'       | Reporte                        | Torres 14', 63'              | Asistencia: 37 382 espectadores Árbitra: Dong Fangyu | Asistencia: 37 382 espectadores Árbitra: Dong Fangyu |
|                  |                              | Tiros desde el punto penal     |                              |                                                      |                                                      |
|                  | De Ridder · Kroese · Buikema |                                | Rodríguez · Osorio · Ortegón |                                                      |                                                      |

| 15 de septiembre | Japón       | 1:0 (0:0, 0:0) (t. s.) | España | Estadio Atanasio Girardot, Medellín                    |                                                        |
| 18:00            | Yoneda 102' | Reporte                |        | Asistencia: 4583 espectadores Árbitra: Anahí Fernández | Asistencia: 4583 espectadores Árbitra: Anahí Fernández |

| 15 de septiembre | Estados Unidos                   | 2:2 (2:2, 0:0) (t. s.)(3:1 p.) | Alemania                          | Estadio Pascual Guerrero, Cali                        |                                                       |
| 20:15            | Dudley 90+8' · Veit 90+9' (a.g.) | Reporte                        | Zicai 61' (pen.) · Bender 90+2'   | Asistencia: 3500 espectadores Árbitra: Oh Hyeon-jeong | Asistencia: 3500 espectadores Árbitra: Oh Hyeon-jeong |
|                  |                                  | Tiros desde el punto penal     |                                   |                                                       |                                                       |
|                  | Sentnor · Klenke · Jackson       |                                | Veit · Platner · Diehm · Şehitler |                                                       |                                                       |

#### Semifinales
| 18 de septiembre | Estados Unidos | 0:1 (0:1) | Corea del Norte | Estadio Pascual Guerrero, Cali                         |                                                        |
| 16:30            |                | Reporte   | Choe Il-son 22' | Asistencia: 5439 espectadores Árbitra: Ivana Martinčić | Asistencia: 5439 espectadores Árbitra: Ivana Martinčić |

| 18 de septiembre | Japón              | 2:0 (0:0) | Países Bajos | Estadio Pascual Guerrero, Cali                         |                                                        |
| 20:00            | Matsukubo 55', 83' | Reporte   |              | Asistencia: 8733 espectadores Árbitra: Karen Hernández | Asistencia: 8733 espectadores Árbitra: Karen Hernández |

#### Tercer lugar
| 21 de septiembre | Estados Unidos                    | 2:1 (1:1, 1:1) (t. s.) | Países Bajos | Estadio El Campín, Bogotá                                     |                                                               |
| 16:00            | Sentnor 10' · Buikema 119' (a.g.) | Reporte                | Lacroix 26'  | Asistencia: 11 008 espectadores Árbitra: Shahenda El-Maghrabi | Asistencia: 11 008 espectadores Árbitra: Shahenda El-Maghrabi |

#### Final
| 22 de septiembre | Corea del Norte | 1:0 (1:0) | Japón | Estadio El Campín, Bogotá                                    |                                                              |
| 16:00            | Choe Il-son 15' | Reporte   |       | Asistencia: 32 908 espectadores Árbitra: Maria Sole Ferrieri | Asistencia: 32 908 espectadores Árbitra: Maria Sole Ferrieri |

|                                     |
| Bandera de Corea del Norte          |
| Campeón Corea del Norte 3.er título |

## Estadísticas

### Tabla general
| Pos. | Equipo          | Pts. | PJ | PG | PE | PP | GF | GC | Dif. | Rend   |
| ---- | --------------- | ---- | -- | -- | -- | -- | -- | -- | ---- | ------ |
| 1    | Corea del Norte | 21   | 7  | 7  | 0  | 0  | 25 | 4  | 21   | 100 %  |
| 2    | Japón           | 18   | 7  | 6  | 0  | 1  | 18 | 3  | 15   | 85.7 % |
| 3    | Estados Unidos  | 13   | 7  | 4  | 1  | 2  | 16 | 7  | 9    | 61.9 % |
| 4    | Países Bajos    | 8    | 7  | 2  | 2  | 3  | 10 | 12 | –2   | 38.1 % |
| 5    | Colombia        | 13   | 5  | 4  | 1  | 0  | 7  | 2  | 5    | 86.7 % |
| 6    | Brasil          | 12   | 5  | 4  | 0  | 1  | 17 | 2  | 15   | 80 %   |
| 7    | España          | 12   | 5  | 4  | 0  | 1  | 7  | 2  | 5    | 80 %   |
| 8    | Alemania        | 10   | 5  | 3  | 1  | 1  | 15 | 7  | 8    | 66.7 % |
| 9    | Nigeria         | 6    | 4  | 2  | 0  | 2  | 7  | 5  | 2    | 50 %   |
| 10   | Austria         | 6    | 4  | 2  | 0  | 2  | 7  | 9  | –2   | 50 %   |
| 11   | Francia         | 4    | 4  | 1  | 1  | 2  | 15 | 8  | 7    | 33.3 % |
| 12   | Canadá          | 4    | 4  | 1  | 1  | 2  | 13 | 7  | 6    | 33.3 % |
| 13   | México          | 4    | 4  | 1  | 1  | 2  | 6  | 6  | 0    | 33.3 % |
| 14   | Camerún         | 4    | 4  | 1  | 1  | 2  | 5  | 6  | –1   | 33.3 % |
| 15   | Corea del Sur   | 4    | 4  | 1  | 1  | 2  | 1  | 2  | –1   | 33.3 % |
| 16   | Argentina       | 4    | 4  | 1  | 1  | 2  | 7  | 14 | –7   | 33.3 % |
| 17   | Ghana           | 3    | 3  | 1  | 0  | 2  | 5  | 7  | –2   | 33.3 % |
| 18   | Paraguay        | 3    | 3  | 1  | 0  | 2  | 2  | 9  | –7   | 33.3 % |
| 19   | Venezuela       | 1    | 3  | 0  | 1  | 2  | 2  | 9  | –7   | 11.1 % |
| 20   | Australia       | 0    | 3  | 0  | 0  | 3  | 0  | 6  | –6   | 0 %    |
| 21   | Marruecos       | 0    | 3  | 0  | 0  | 3  | 0  | 6  | –6   | 0 %    |
| 22   | Nueva Zelanda   | 0    | 3  | 0  | 0  | 3  | 2  | 13 | –11  | 0 %    |
| 23   | Costa Rica      | 0    | 3  | 0  | 0  | 3  | 0  | 12 | –12  | 0 %    |
| 24   | Fiyi            | 0    | 3  | 0  | 0  | 3  | 0  | 29 | –29  | 0 %    |

### Goleadoras
| Jugadora         | Equipo          | Goles |
| ---------------- | --------------- | ----- |
| Choe Il-son      | Corea del Norte | 6     |
| Vendito          | Brasil          | 5     |
| Maya Hijikata    | Japón           | 5     |
| Annabelle Chukwu | Canadá          | 4     |
| Pietra Tordin    | Estados Unidos  | 4     |
| Liana Joseph     | Francia         | 4     |
| Loreen Bender    | Alemania        | 4     |
| Dona Scannapiéco | Francia         | 4     |
| Naomi Eto        | Camerún         | 4     |

| Sophie Nachtigall   | Alemania        | 3                 |
| Cora Zicai          | Alemania        | 3                 |
| Kishi Núñez         | Argentina       | 3                 |
| Priscila            | Brasil          | 3                 |
| Chae Un-yong        | Corea del Norte | 3                 |
| Pak Mi-ryong        | Corea del Norte | 3                 |
| Sin Hyang           | Corea del Norte | 3                 |
| Jone Amezaga        | España          | 3                 |
| Ally Sentnor        | Estados Unidos  | 3                 |
| Manaka Matsukubo    | Japón           | 3                 |
| Chinari Sasai       | Japón           | 3                 |
| Serena Rodríguez    | Argentina       | 2                 |
| Sarah Gutmann       | Austria         | 2                 |
| Valentina Mädl      | Austria         | 2                 |
| Dudinha             | Brasil          | 2                 |
| Vitória Amaral      | Brasil          | 2                 |
| Kayla Briggs        | Canadá          | 2                 |
| Olivia Smith        | Canadá          | 2                 |
| Linda Caicedo       | Colombia        | 2                 |
| Karla Torres        | Colombia        | 2                 |
| Choe Kang-ryon      | Corea del Norte | 2                 |
| Jong Kum            | Corea del Norte | 2                 |
| Kim Song-gyong      | Corea del Norte | 2                 |
| Maddie Dahlien      | Estados Unidos  | 2                 |
| Jordynn Dudley      | Estados Unidos  | 2                 |
| Yuna McCormack      | Estados Unidos  | 2                 |
| Salamatu Abdulai    | Ghana           | 2                 |
| Stella Nyamekye     | Ghana           | 2                 |
| Miku Hayama         | Japón           | 2                 |
| Miyu Matsunaga      | Japón           | 2                 |
| Chiamaka Okwuchukwu | Nigeria         | 2                 |
| Flourish Sabastine  | Nigeria         | 2                 |
| Veerle Buurman      | Países Bajos    | 2                 |
| Robine Lacroix      | Países Bajos    | 2                 |
| Fleur Stoit         | Países Bajos    | 2                 |
| Fátima Acosta       | Paraguay        | 2                 |
| Sarah Ernst         | Alemania        | 1                 |
| Mathilde Janzen     | Alemania        | 1                 |
| Alara Şehitler      | Alemania        | 1                 |
| Marie Steiner       | Alemania        | 1                 |
| Sofie Zdebel        | Alemania        | 1                 |
| Sofía Domínguez     | Argentina       | 1                 |
| Delfina Lombardi    | Argentina       | 1                 |
| Hannah Fankhauser   | Austria         | 1                 |
| Nicole Ojukwu       | Austria         | 1                 |
| Carol               | Brasil          | 1                 |
| Fernanda            | Brasil          | 1                 |
| Gisele              | Brasil          | 1                 |
| Lara                | Brasil          | 1                 |
| Milena              | Brasil          | 1                 |
| Achta Toko Njoya    | Camerún         | 1                 |
| Florianne Jourde    | Canadá          | 1                 |
| Zoe Markesini       | Canadá          | 1                 |
| Ella McBride        | Canadá          | 1                 |
| Ella Ottey          | Canadá          | 1                 |
| Nyah Rose           | Canadá          | 1                 |
| Mary Espitaleta     | Colombia        | 1                 |
| Yunaira López       | Colombia        | 1                 |
| Yésica Muñoz        | Colombia        | 1                 |
| Jon Ryong-jong      | Corea del Norte | 1                 |
| Kim Kang-mi         | Corea del Norte | 1                 |
| Park Soo-jeong      | Corea del Sur   | 1                 |
| Nahia Aparicio      | España          | 1                 |
| Olaya Enrique       | España          | 1                 |
| Silvia Lloris       | España          | 1                 |
| Lucía Moral         | España          | 1                 |
| Gisele Thompson     | Estados Unidos  | 1                 |
| Hillary Diaz        | Francia         | 1                 |
| Pauline Haugou      | Francia         | 1                 |
| Romane Lejeune      | Francia         | 1                 |
| Mélinda Mendy       | Francia         | 1                 |
| Juliette Mossard    | Francia         | 1                 |
| Chloé Neller        | Francia         | 1                 |
| Tracey Twum         | Ghana           | 1                 |
| Shinomi Koyama      | Japón           | 1                 |
| Aemu Oyama          | Japón           | 1                 |
| Hiromi Yoneda       | Japón           | 1                 |
| Paola García        | México          | 1                 |
| Alejandra Lomelí    | México          | 1                 |
| Montserrat Saldívar | México          | 1                 |
| Fátima Servín       | México          | 1                 |
| Valerie Vargas      | México          | 1                 |
| Amina Bello         | Nigeria         | 1                 |
| Joy Igbokwe         | Nigeria         | 1                 |
| Olushola Shobowale  | Nigeria         | 1                 |
| Milly Clegg         | Nueva Zelanda   | 1                 |
| Manaia Elliott      | Nueva Zelanda   | 1                 |
| Jet van Beijeren    | Países Bajos    | 1                 |
| Bo van Egmond       | Países Bajos    | 1                 |
| Eva Oude Elberink   | Países Bajos    | 1                 |
| Inske Weiman        | Países Bajos    | 1                 |
| Floriangel Apóstol  | Venezuela       | 1                 |
| Autogoles           | Autogoles       | Anotado · Autogol |
| Rebecca Adamczyk    | Alemania        | 1                 |
| Jella Veit          | Alemania        | 1                 |
| Paulina Aprile      | Argentina       | 1                 |
| Han Hong-ryon       | Corea del Norte | 1                 |
| Saray Benavides     | Costa Rica      | 1                 |
| Heather Gilchrist   | Estados Unidos  | 1                 |
| Angeline Rekha      | Fiyi            | 1                 |
| Nayomi Buikema      | Países Bajos    | 1                 |

## Premios y reconocimientos

### Balón de oro
| Premio          |                 | Jugadora         | Selección       |
| --------------- | --------------- | ---------------- | --------------- |
| Balón de Oro    | Balón de Oro    | Choe Il-son      | Corea del Norte |
| Balón de Plata  | Balón de Plata  | Manaka Matsukubo | Japón           |
| Balón de Bronce | Balón de Bronce | Ally Sentnor     | Estados Unidos  |

### Bota de oro
| Premio         |                | Jugadora      | Selección       | Goles |
| -------------- | -------------- | ------------- | --------------- | ----- |
| Bota de Oro    | Bota de Oro    | Choe Il-son   | Corea del Norte | 6     |
| Bota de Plata  |                | Vendito       | Brasil          | 5     |
| Bota de Bronce | Bota de Bronce | Maya Hijikata | Japón           | 5     |

### Guante de oro
| Premio        |  | Jugadora       | Selección    |
| ------------- |  | -------------- | ------------ |
| Guante de Oro |  | Femke Liefting | Países Bajos |

### Juego limpio
| Premio                            | Selección |
| Premio al Juego Limpio de la FIFA | Japón     |
| --------------------------------- | --------- |

### Jugadora del partido
| Fase de grupos - Fecha 1 | Fase de grupos - Fecha 1 | Fase de grupos - Fecha 2 | Fase de grupos - Fecha 2 | Fase de grupos - Fecha 3 | Fase de grupos - Fecha 3 | Fase de eliminatorias | Fase de eliminatorias |
| Jugadora                 | Partido                  | Jugadora                 | Partido                  | Jugadora                 | Partido                  | Jugadora              | Partido               |
| ------------------------ | ------------------------ | ------------------------ | ------------------------ | ------------------------ | ------------------------ | --------------------- | --------------------- |
| Naomi Eto                | 2:2                      | Alice Soto               | 2:0                      | Mary Espitaleta          | 0:1                      | Dudinha               | 3:1                   |
| Nyah Rose                | 3:3                      | Vendito                  | 0:3                      | Achta Toko Njoya         | 0:2                      | Silvia Lloris         | 2:1                   |
| Linda Caicedo            | 2:0                      | Linda Caicedo            | 1:0                      | Liana Joseph             | 0:11                     | Ally Sentnor          | 2:3                   |
| Lara                     | 9:0                      | Annabelle Chukwu         | 0:9                      | Dudinha                  | 0:2                      | Linda Caicedo         | 1:0                   |
| Maite Zubieta            | 1:0                      | Alara Şehitler           | 3:1                      | Kim Shin-ji              | 1:0                      | Cora Zicai            | 5:1                   |
| Sofie Zdebel             | 5:2                      | Sara Ortega              | 2:0                      | Flourish Sabastine       | 0:4                      | Sin Hyang             | 5:2                   |
| Fátima Acosta            | 2:0                      | Sabrina Araujo           | 0:0                      | Estela Carbonell         | 0:2                      | Miyu Matsunaga        | 2:1                   |
| Philomina Yina           | 1:0                      | Fatima El Jebraoui       | 0:2                      | Pietra Tordin            | 7:0                      | Fleur Stoit           | 1:2                   |
| Mariella El Sherif       | 1:2                      | Manaka Matsukubo         | 4:1                      | Choe Il-son              | 0:2                      | Choe Il-son           | 0:1                   |
| Choe Il-son              | 6:2                      | Kim Song-gyong           | 9:0                      | Kishi Núñez              | 1:0                      | Femke Liefting        | 2:2 (3:0)             |
| Maya Hijikata            | 7:0                      | Sarah Gutmann            | 3:1                      | Maya Hijikata            | 0:2                      | Manaka Matsukubo      | 1:0                   |
| Bo van Egmond            | 0:2                      | Serena Rodríguez         | 3:3                      | Stella Nyamekye          | 1:3                      | Ally Sentnor          | 2:2 (3:1)             |
|                          |                          |                          |                          |                          |                          | Kim Song-gyong        | 0:1                   |
|                          |                          |                          |                          |                          |                          | Manaka Matsukubo      | 2:0                   |
|                          |                          |                          |                          |                          |                          | Ally Sentnor          | 2:1                   |
|                          |                          |                          |                          |                          |                          | Choe Il-son           | 1:0                   |

## Símbolos y mercadeo

### Logotipo
El 8 de abril, se reveló el logo oficial del certamen inspirado en los colores de dicho país y del río Caño Cristales, uno de los ríos más hermosos del país cuyo apodo es el Líquido Arcoíris como temática principal.
El eslogan de esta edición es Future Stars of Football™ cuya traducción quiere decir "Las Futuras Estrellas del Fútbol" en español.

### Canción
A mediados del 16 de agosto, el tema musical oficial del certamen no estaba disponible. Ese mismo día, se reveló la canción que es titulada "Aheh-Aheh" (escrita a veces con mayúscula) interpretada por las estrellas musicales mágicas femeninas de Colombia, Nath y Ysa C como las intérpretes, cantantes y artistas oficiales en los papeles principales. La canción temática encarna el espíritu y la energía del torneo, encapsulando temas de empoderamiento, resiliencia y unidad que se exhibirán cuando las futuras estrellas del fútbol se enfrenten, y también la melodía y la armonía de la amistad. Cabe destacar que también al igual que el tema «Vamos juntas» de su precesor fue declarada como "la canción del 10° aniversario".

### Mascota
La mascota oficial del torneo es Kinti, una colibrí que representa la biodiversidad de aves en el país sudamericano. Fue presentada el 23 de mayo de 2024 en el Jardín botánico de Medellín.

## Derechos de transmisión

### Televisión
- Televisión Pública
- Canal del Fútbol Boliviano
- TV Globo
- Canal 4
- Chilevisión
- Caracol Televisión, Canal RCN y Win Sports
- Teleamazonas
- Tigo Sports y GEN
- Movistar Deportes
- VTV
- Televen y Meridiano TV
- Telemundo Deportes, TUDN
- Canal 5, Canal NU9VE
- DSports (Sudamérica)
- Teledeporte
- Teletica
- Telecadena 7 y 4
- CCTV-5